# Parque nacional de Sebangau
El parque nacional de Sebangau o Sabangau es un parque nacional ubicado en la provincia de Kalimantan Central, una provincia de Indonesia en Kalimantan, la parte indonesia de la isla de Borneo establecido en 2004. 
Entre 1980 y 1995 el lugar fue objeto de concesiones de madera y después de que la tala se convirtiera en ilegal lo que hizo que hasta el 85 % de la superficie total de 568.700 hectáreas destruidas. Para el año 2012 sólo menos del 1% de la superficie total del parque ha sido reforestado y necesitará varios siglos para devolverla a su zona anterior a la tala.